# Panorama Point
Panorama Point est le point naturel le plus élevé de l'État du Nebraska, aux États-Unis, avec une altitude de 1 655 m.
Il est situé dans le sud-ouest du comté de Kimball, près du point où le Nebraska et le Wyoming se rencontrent à la frontière nord du Colorado.